# Dichelomorpha nigra
Dichelomorpha nigra är en skalbaggsart som beskrevs av Brenske 1893. Dichelomorpha nigra ingår i släktet Dichelomorpha och familjen Melolonthidae. Inga underarter finns listade i Catalogue of Life.